# 美国与国家恐怖主义
有些学者指责美国参与了国家恐怖主义。他们写过一些关于美国和其它自由民主制国家使用国家恐怖主义的书，特别是在与冷战相关的国家恐怖主义。按照他们的说法，美国用国家恐怖主义来保护资本主义精英的利益，美国还维持了一个从属国的新殖民主义体系，与地方精英一起通过恐怖主义来共同统治。事实上，这项工作在主流恐怖主义学者中引起了争议，反对者更加专注于非国家恐怖主义，以及独裁统治下的国家恐怖主义。
这些著作包括诺姆·乔姆斯基和爱德华·S·赫尔曼的《人权政治经济学》（1979年）、赫尔曼的《真实的恐怖网络》（The Real Terror Network，1985年）、亚历山大·L·乔治的《西方国家恐怖主义》（Western State Terrorism，1991年）、弗雷德里克·加鲁（Frederick Gareau）的《国家恐怖主义与美国》（State Terrorism and the United States，2004年）和道格·斯托克斯的《美国其它战争》（America's Other War，2005年）。其中，露丝·J·布莱克利（Ruth J. Blakeley）认为乔姆斯基和赫尔曼是关于美国与国家恐怖主义的最重要的作家。

## 著作
从1970年代后期开始，诺姆·乔姆斯基和爱德华·S·赫尔曼撰写了一系列关于美国参与国家恐怖主义的书籍。与此同时，国际特赦组织和其它人权组织发布了一些报告，指出国家酷刑和谋杀在全球开始了新的“蔓延”。乔姆斯基和赫尔曼认为，美国已经在其势力范围的发展中国家着眼于恐怖主义，并记录了美国在拉丁美洲的从属国实施的侵犯人权行为。他们认为，十个拥有死亡小队的拉丁美洲国家，都是美国的从属国。他们称在世界范围内，在使用酷刑作为管理手段的政权中，有74%是美国的从属国，他们从美国获得军事和其它方面的支持来维护统治。他们得出的结论是，国家恐怖主义在全球抬头，是美国外交政策的结果。:8
乔姆斯基得出结论，在从属国中，所有的政权都支持国家恐怖主义。处于顶端的是美国和其它大国，特别是英国和法国，它们提供财政、军事和外交支持，帮助第三世界国家通过暴力执掌政权。这些政府与跨国公司进行合作，特别是武器和安全行业的公司。此外，西方势力范围之外的其它发展中国家，也在敌对势力的支持下进行国家恐怖活动。:9
大国们被指控参与发展中国家的国家恐怖主义，使得学者们将其作为一种全球现象进行研究，而不是孤立地研究个别国家。:9
1991年，亚历山大·L·乔治编辑的一本书也认为，其它西方大国支持了发展中国家的恐怖活动。它的结论是，美国及其盟国是全世界恐怖主义的主要支持者。:8-9加鲁指出，由非国家恐怖主义造成的死亡人数（据中央情报局估计，1968至1980年间死亡3668人）与美国支持的政权（如危地马拉）的国家恐怖主义所造成的结果（在危地马拉内战期间，有15万人死亡，5万人失踪——其中93%被加鲁归为“国家恐怖主义的受害者”）相比，是“小巫见大巫”（dwarfed）。
在其他学者中，露丝·J·布莱克利表示，美国及其盟友在冷战期间，“大规模”（enormous scale）支持和实施了国家恐怖主义。美国对此给出的理由是遏制共产主义，但布莱克利认为这也是一种手段，借此来支持美国商业精英的利益，并促进新自由主义在南方国家的扩张。马克·亚伦斯认为，西方列强支持的右翼专制和独裁政权，所犯下的暴行和大屠杀，可以与共产主义世界相提并论，并列举了一些例子，如印度尼西亚占领东帝汶、印度尼西亚大屠杀 (1965年－1966年)、危地马拉内战期间的“强迫失踪”，以及整个南美洲与兀鹰行动相关的暗杀和国家恐怖主义。在《比战争更糟糕》（Worse Than War）一书中，丹尼尔·戈德哈根认为，在冷战的后二十年中，美国从属国实施的大屠杀，数量超过了苏联。据拉丁美洲专家约翰·亨利·科茨沃斯称，在1960至1990年间，仅拉丁美洲的镇压受害者人数，就远超过苏联及其东欧卫星国。J·帕特里斯·麦克雪利断言：“作为美国领导的反共运动的一部分，数十万拉美人被右翼军政府拷打、绑架或杀害。”

## 定义
美国法律对恐怖主义的定义，并不包括被公认的国家之行为。根据美国法律（22 U.S.C. 2656f(d)(2)），恐怖主义被定义为“由次国家组织或秘密代理人对平民目标实施的，有预谋、有政治动机的，通常是为了影响大众的暴力行为”。国际上对于恐怖主义的法律或学术定义并无共识。: 38联合国公约也未能就非国家或国家恐怖主义的定义达成共识。
根据马克·塞尔登教授的说法，在谈到恐怖主义时，“美国政治家和大多数社会科学家都明确地将美国及其盟友的行动和政策排除在外”。历史学家亨利·康马杰写道：“即使恐怖主义的定义包含国家恐怖主义，国家在这一范畴内的行为也往往被认为是战争或国家自卫，而不是恐怖主义。”（Even when definitions of terrorism allow for state terrorism, state actions in this area tend to be seen through the prism of war or national self-defense, not terror.）根据迈拉·威廉姆森（Myra Williamson）博士的说法，“恐怖主义”的含义已经发生了转变。在恐怖统治期间，恐怖主义政权或体系被用作治理工具，由最近成立的革命国家用来对抗人民的敌人。现在，“恐怖主义”一词通常用于描述非国家或次国家实体对国家实施的恐怖主义行为。: 43
在《国家恐怖主义与美国》一书中，弗雷德里克·F·加鲁写道，恐怖主义的目的是恐吓或胁迫目标群体和更大的社会阶层，使他们“极度恐惧、焦虑、忧虑、恐慌、畏惧和/或害怕”，从而让他们或引导他们形成目标群体的共同价值观。反对国家的恐怖主义的目的是，迫使政府改变政策，推翻政府，甚至摧毁国家。国家恐怖主义的目的是，消灭实际或潜在的敌人，并遏制那些未被消灭的实际或潜在的敌人。

## 各方评论
里根总统时期的国家安全局局长威廉·奥多姆教授写道：
正如许多批评者指出的那样，恐怖主义不是敌人。这是一种手段。由于美国本身支持恐怖分子和使用恐怖手段的历史悠久，今天反恐战争的口号只会让美国在世界面前显得虚伪。（As many critics have pointed out, terrorism is not an enemy. It is a tactic. Because the United States itself has a long record of supporting terrorists and using terrorist tactics, the slogans of today's war on terrorism merely makes the United States look hypocritical to the rest of the world.）
理查德·福尔克教授认为，美国和其它富裕国家，以及主流大众媒体机构都模糊了恐怖主义的真实性质和范围，从第一世界的视角发表了片面的观点。他曾说过：
如果完全将“恐怖主义”用作道德和法律谴责的术语，那么它应该适用于所有蓄意针对平民的暴力行为，无论它是国家行为，还是由非国家的敌人所实施的。（If 'terrorism' as a term of moral and legal opprobrium is to be used at all, then it should apply to violence deliberately targeting civilians, whether committed by state actors or their non-state enemies.）
福尔克认为，否认真正的非国家恐怖主义，作为一项策略并不足以减少恐怖主义。福尔克还说，对美国犯下“恐怖主义”行为的人可以使用奉上级命令作辩护。
丹尼尔·肖尔在评论福尔克的《革命者与公职人员》（Revolutionaries and Functionaries）时表示，福尔克对恐怖主义的定义取决于一些对“允许”的未说明的定义；肖尔说，这使得对恐怖主义的判断本质上是“主观的”。他还进一步称，这导致福尔克将一些他认为不允许的行为标记为“恐怖主义”，而其它一些他认为允许的行为仅仅标记为“暴力主义”。

在对乔姆斯基和赫尔曼的《人权政治经济学》的一篇评论中，耶鲁大学政治学教授詹姆斯·S·菲什金认为，作者指责美国国家恐怖主义的理由“令人震惊地被夸大了”。菲什金这样评价乔姆斯基和赫尔曼：
他们暗示，美国的控制与协调可与苏联在东欧的作用相提并论。……然而，即使采纳[作者]所有的证据……加在一起也不过是系统的支持，而非控制。因此，与东欧的比较看起来非常夸张。从我们向实施恐怖活动的国家提供援助这一事实来看，得出“华盛顿已成为世界酷刑和政治谋杀之都”的结论言过其实了。因此，乔姆斯基和赫尔曼指控的是美国的外交政策，与他们所批评的“美利坚治世”的论调相反：它建立在美国在世界上无所不能的错觉之上。而且，对于那些在某种意义上处于美国影响范围内的国家，他们拒绝承认其实质性的独立，因此只要不是共产主义世界的，所有政治罪行都可以完全归咎于华盛顿。（They infer an extent of American control and coordination comparable to the Soviet role in Eastern Europe. ... Yet even if all [the authors'] evidence were accepted ... it would add up to no more than systematic support, not control. Hence the comparison to Eastern Europe appears grossly overstated. And from the fact that we give assistance to countries that practice terror it is too much to conclude that "Washington has become the torture and political murder capital of the world." Chomsky's and Herman's indictment of US foreign policy is thus the mirror image of the Pax Americana rhetoric they criticize: it rests on the illusion of American omnipotence throughout the world. And because they refuse to attribute any substantial independence to countries that are, in some sense, within America's sphere of influence, the entire burden for all the political crimes of the non-communist world can be brought home to Washington.）
菲什金称赞乔姆斯基和赫尔曼记录了侵犯人权的行为，但认为这是“轻得多的道德指控”的证据，即美国本可以利用其影响来阻止某些政府实施酷刑或谋杀行为，但却选择了沉默。

美国前教育部长威廉·贝内特在评论乔姆斯基的《9-11》时说：
乔姆斯基在书中说，美国是一个主要的恐怖主义国家。这个主张很荒谬，很可笑。……我们所做的是解放科威特，帮助波斯尼亚和巴尔干。我们在美国为各种信仰的人提供了庇护所，包括信仰伊斯兰教的。我们试图帮助索马里。……我们犯错吗？不完美吗？当然。但如果就此认为我们是主要的恐怖主义国家，这种想法就很荒谬了。（Chomsky says in the book that the United States is a leading terrorist state. That's a preposterous and ridiculous claim.  ... What we have done is liberated Kuwait, helped in Bosnia and the Balkans. We have provided sanctuary for people of all faiths, including Islam, in the United States. We tried to help in Somalia.  ... Do we have faults and imperfections? Of course. The notion that we're a leading terrorist state is preposterous.）

斯蒂芬·莫里斯（Stephen Morris）也批评了乔姆斯基的论点：
只有一个政权得到了美国的武器和援助，而且其残暴程度比波尔布特、伊迪·阿敏、毛泽东或河内政治局都要轻得多。那就是印度尼西亚的苏哈托政府。但是……当将军们夺取政权时，美国并不是印度尼西亚的主要外国支持者（也没有任何可信的证据表明美国参与了政变）。在美国援助印尼期间，特别是卡特政府时期，政治犯的人数有所下降。最后，苏哈托政权目前的暴行是针对东帝汶人民的，东帝汶是印度尼西亚试图以武力接管的前葡萄牙殖民地……而不是其正常国内统治的一部分。（There is only one regime which has received arms and aid from the United States, and which has a record of brutality that is even a noticeable fraction of the brutality of Pol Pot, Idi Amin, Mao, or the Hanoi Politburo. That is the Suharto government in Indonesia.  But ... the United States was not the principal foreign supplier of Indonesia when the generals seized power (nor is there any credible evidence of American involvement in the coup).  Within the period of American assistance to Indonesia, and in particular during the period of the Carter administration, the number of political prisoners has declined.  Finally, the current brutality of the Suharto regime is being directed against the people of East Timor, a former colony of Portugal that Indonesia is attempting to take over by force ... not as part of its normal process of domestic rule.）

2017年，美国驻雅加达大使馆的解密文件证实，美国政府从一开始，就深度参与了苏哈托上台后的大屠杀活动。没有美国及其西方盟友的支持，屠杀就不会发生。2016年，海牙的一个国际法庭裁定这起屠杀已构成危害人类罪，并裁定美国和其它西方国家政府是这些罪行的同谋。印度历史学家维杰·普拉沙德表示，美国及其西方盟友在大屠杀中的同谋身份“毋庸置疑”（is beyond doubt），因为他们“向印度尼西亚武装部队提供了要暗杀的共产党人名单”（provided the Indonesian armed forces with lists of Communists who were to be assassinated），并“怂恿军队进行屠杀”（egged on the Army to conduct these massacres）。他补充说，他们掩盖了这种“绝对暴行”（absolute atrocity），美国特别拒绝了对其在此期间的记录进行完全解密。根据文森特·贝文斯的说法，印度尼西亚的大屠杀并非反常现象，而是冷战期间美国支持的一系列全球南方反共大屠杀运动的高潮。根据历史学家布拉德·辛普森（Brad Simpson）的说法：
华盛顿竭尽全力鼓励和推动了军队领导的对所谓印共党员的屠杀，而美国官员只是担心杀害该党手无寸铁的支持者可能还不够，允许苏加诺重新掌权并挫败[约翰逊]政府为后苏加诺时代的印度尼西亚制定的新计划。这是一种有效的恐怖，是西方在苏加诺下台后试图强加给印度尼西亚的新自由主义政策的重要组成部分。（Washington did everything in its power to encourage and facilitate the army-led massacre of alleged PKI members, and U.S. officials worried only that the killing of the party's unarmed supporters might not go far enough, permitting Sukarno to return to power and frustrate the [Johnson] Administration's emerging plans for a post-Sukarno Indonesia. This was efficacious terror, an essential building block of the neoliberal policies that the West would attempt to impose on Indonesia after Sukarno's ouster.）

## 扩展阅读
- Alexander, George.  [西方国家恐怖主义]. 政治出版社（英语：Polity (publisher)）. 1991-12: 276. ISBN 978-0-7456-0931-7 （英语）.
- Blum, William.  [扼杀希望：二战以来美国军方和中情局的干预]. 共同勇气出版社（英语：Common Courage Press）. 1995: 457. ISBN 978-1-56751-052-2 （英语）.
- Campbell, Bruce B.; Brenner, Arthur D. (编).  [全球视角下的死亡小队：可否认的谋杀]. 纽约: 圣马丁出版社. 2000 （英语）.
- 诺姆·乔姆斯基.  [恐怖主义的文化]. 南端出版社. 1988-01: 269. ISBN 978-0-89608-334-9 （英语）.
- Churchill, Ward.  [论胆小鬼的正义]. AK出版社（英语：AK Press）. 2003: 309. ISBN 978-1-902593-79-1 （英语）.
- Donahue, Laura K.  [恐怖主义与反恐话语]. Hor, Michael Yew Meng; Ramraj, Victor Vridar; Roach, Kent  (编).  [全球反恐法律与政策]. 英国: 剑桥大学出版社. 2005. ISBN 0-521-85125-4 （英语）.
- Esparza, Marcia; Henry R. Huttenbach (编).  [拉丁美洲的国家暴力和种族灭绝：冷战年代（批判恐怖主义研究）]. 劳特里奇. 2011  [2022-01-02]. ISBN 978-0415664578. （原始内容存档于2018-07-19） （英语）.
- Jackson, Richard; Smyth, Marie (编).  [批判恐怖主义研究：一个新的研究议程]. 泰勒-弗朗西斯. 2009  [2022-01-02]. ISBN 978-0-415-45507-7. （原始内容存档于2022-01-02） （英语）.
- Menjívar, Cecilia; Rodríguez, Néstor (编).  [当国家杀人时：拉丁美洲、美国和恐怖技术]. 德克萨斯大学出版社（英语：University of Texas Press）. 2005. ISBN 978-0-292-70647-7 （英语）.
- Perdue, William D.  [恐怖主义与国家：对恐惧统治的批判]. 纽约: 普拉格出版社（Praeger Press）. 1989-08-07: 240. ISBN 978-0-275-93140-7 （英语）.
- Taylor, Antony James William.  [正义是人类的基本需求]. 诺瓦科学出版社（英语：Nova Science Publishers）. 2006. ISBN 1-59454-915-X （英语）.